# Federico Vera
Federico Gabriel Vera (Santa Fe, Argentina; 24 de marzo de 1998) es un futbolista argentino. Juega como lateral por derecha y su primer equipo fue Unión de Santa Fe. Actualmente se encuentra en Independiente de la Liga Profesional.

## Trayectoria

### Inicios
Federico Vera se inició futbolísticamente en Banco Provincial (club de la Liga Santafesina) y a los 12 años se sumó a las inferiores de Unión. Allí realizó toda su etapa formativa hasta que en 2016 fue promovido al plantel de Reserva.
En 2019, con la mente puesta en la revancha de la Copa Sudamericana, el técnico Leonardo Madelón decidió armar un equipo alternativo para enfrentar a San Martín de Tucumán por la Copa de la Superliga y Vera tuvo la chance de integrar el banco de suplentes aunque finalmente no ingresó. Posteriormente le tocó ser titular en la derrota 1-0 ante Ben Hur de Rafaela por Copa Santa Fe.

### Sportivo Las Parejas
En julio de 2019 firmó su primer contrato con Unión para luego ser cedido a Sportivo Las Parejas. En el Lobo hizo su debut como profesional el 31 de agosto en el empate 0-0 ante Sportivo Belgrano, mientras que el 22 de septiembre convirtió el primer gol de su carrera en el empate 1-1 ante Central Norte de Salta. Con el club además logró consagrarse campeón de la Copa Santa Fe.

### Regreso a Unión
Una vez finalizado su préstamo de un año, regresó a Unión y el flamante entrenador Juan Manuel Azconzábal decidió tenerlo en cuenta, por lo que el club resolvió extenderle el contrato. Fue incluido en la lista de buena fe para la Copa Sudamericana, donde jugó por primera vez de manera oficial con la camiseta rojiblanca en la derrota 1-0 ante Emelec de Ecuador.

### Independiente
En agosto de 2024 Independiente adquirió el 100% de su pase y el jugador firmó contrato por cuatro años.

## Clubes
- Actualizado al 20 de agosto de 2025

| Club                           | Div.                | Temporada           | Liga | Liga | Copa Nacional | Copa Nacional | Copa Internacional | Copa Internacional | Total | Total |
| Club                           | Div.                | Temporada           | PJ   | G    | PJ            | G             | PJ                 | G                  | PJ    | G     |
| ------------------------------ | ------------------- | ------------------- | ---- | ---- | ------------- | ------------- | ------------------ | ------------------ | ----- | ----- |
| Unión Argentina                | 1.ª                 | 2018/19             | 0    | 0    | 0             | 0             | -                  | -                  | 0     | 0     |
| Unión Argentina                | 1.ª                 | 2020                | -    | -    | 7             | 0             | 4                  | 0                  | 11    | 0     |
| Unión Argentina                | 1.ª                 | 2021                | 23   | 0    | 12            | 0             | -                  | -                  | 35    | 0     |
| Unión Argentina                | 1.ª                 | 2022                | 21   | 0    | 9             | 0             | 5                  | 1                  | 35    | 1     |
| Unión Argentina                | 1.ª                 | 2023                | 24   | 0    | 13            | 0             | -                  | -                  | 37    | 0     |
| Unión Argentina                | 1.ª                 | 2024                | 4    | 0    | 14            | 0             | -                  | -                  | 18    | 0     |
| Unión Argentina                | Total               | Total               | 72   | 0    | 55            | 0             | 9                  | 1                  | 136   | 1     |
| Sportivo Las Parejas Argentina | 3.ª                 | 2019/20             | 18   | 1    | 2             | 0             | -                  | -                  | 20    | 1     |
| Sportivo Las Parejas Argentina | Total               | Total               | 18   | 1    | 2             | 0             | -                  | -                  | 20    | 1     |
| Independiente Argentina        | 1.ª                 | 2024                | 15   | 0    | 1             | 0             | -                  | -                  | 16    | 0     |
| Independiente Argentina        | 1.ª                 | 2025                | 20   | 0    | 3             | 0             | 7                  | 0                  | 30    | 0     |
| Independiente Argentina        | Total               | Total               | 35   | 0    | 4             | 0             | 7                  | 0                  | 46    | 0     |
| Total en su carrera            | Total en su carrera | Total en su carrera | 125  | 1    | 61            | 0             | 16                 | 1                  | 202   | 2     |

## Palmarés

### Campeonatos regionales
| Título        | Club                 | País      | Año  |
| ------------- | -------------------- | --------- | ---- |
| Copa Santa Fe | Sportivo Las Parejas | Argentina | 2019 |